# Ceratucha
Ceratucha là một chi bướm đêm thuộc họ Geometridae.